# Nikola Jakimovski
Nikola Jakimovski (26 de febrero de 1990) es un futbolista macedonio que juega como centrocampista en el Apollon Smyrnis de la Superliga de Grecia.
Jugó para clubes como el FK Makedonija Ǵorče Petrov, Ferencvárosi, FK Teteks Tetovo, FK Javor Ivanjica, Nagoya Grampus, FK Jagodina, Varese, Como, Bari, Benevento Calcio, Vicenza y AS Bisceglie.

## Clubes
| Club                           | País                | Año       |
| ------------------------------ | ------------------- | --------- |
| F. K. Makedonija Gjorče Petrov | Macedonia del Norte | 2009-2010 |
| Ferencvárosi T. C.             | Hungría             | 2010-2011 |
| F. K. Teteks Tetovo            | Macedonia del Norte | 2011      |
| F. K. Javor Ivanjica           | Serbia              | 2011-2012 |
| Nagoya Grampus                 | Japón               | 2013      |
| F. K. Jagodina                 | Serbia              | 2014      |
| Varese Calcio                  | Italia              | 2015      |
| Calcio Como 1907               | Italia              | 2015-2016 |
| S. S. C. Bari                  | Italia              | 2016      |
| Benevento Calcio               | Italia              | 2016-2017 |
| Vicenza                        | Italia              | 2018      |
| AS Bisceglie                   | Italia              | 2018-2019 |
| A. E. Larissa                  | Grecia              | 2019      |
| Trapani Calcio                 | Italia}             | 2019-2020 |
| S. S. Monopoli 1966            | Italia              | 2021      |
| A. E. Larissa                  | Grecia              | 2021      |
| Apollon Smyrnis                | Grecia              | 2022-     |